# Pterocyclos
Pterocyclos is een geslacht van weekdieren uit de klasse van de Gastropoda (slakken).

## Soorten
- Pterocyclos huberi Thach, 2015
- Pterocyclos rupestris Benson, 1832